# Río Manas (India)
El río Manas (Pron: mʌnəs; en Bután, Drangme Chhu; en China, Niamjang) es un río transfronterizo en las estribaciones del Himalaya entre el sur de Bután y la India. Lleva el nombre de Manasa, el dios de la serpiente en la mitología hindú. Es el mayor de los cuatro principales sistemas fluviales de Bután, siendo los otros tres el Amo Chu o río Torsa, el Wong Chu o Raidak y el Mo Chu o Sankosh. Se encuentra con otras tres corrientes principales antes de entrar nuevamente en India por el oeste del estado de Assam. La longitud total del río es de 400 km —24 km a través del Tíbet, 272 km por Bután y 104 km por Assam— antes de unirse al poderoso río Brahmaputra en Jogighopa. Otro importante afluente del Manas, el río Aie (173 km) se une a él en Assam en Bangpari
El valle del río tiene dos áreas principales de reservas boscosas, a saber, el parque nacional real de Manas (43 854 hectáreas), establecido en 1966 en Bután y el santuario de vida silvestre Manas contiguo (91 000 ha en 1955; aumentó a 95 000 ha en diciembre de 1985) que abarca el proyecto Reserva de tigres, una reserva de elefantes y una reserva de la biosfera, que constituye un sitio del patrimonio mundial de la UNESCO declarado en diciembre de 1985.

## Geografía
El río Manas drena 41 350 km² del este de Bután y del noreste de la India. Tiene tres ramas principales: el Drangme Chhu, el Mangde Chhu (de 170 km de longitud y una cuenca de 7490 km²) y el Bumthang Chhu (de 141 km  y 3200 km²)  que cubren la mayor parte del este de Bután y los valles de Tongsa y Bumthang también forman parte de su cuenca de captación. La superficie drenada en el territorio de Bután es de 18 300 km² y está limitada por las coordenadas geográficas 26.217°N, 90.633°E. Una parte de la rama principal del río atraviesa el sur del Tíbet antes de entrar en la India por el paso de Bumla en la parte noroeste de Arunachal Pradesh.
El río discurre a través de Bután en dirección sudoeste entre dos cordilleras del Bajo Himalaya en forma de gargantas en forma de V y entra en Assam, en la India, en las colinas de la parte central sur de los Himalayas. El valle se abre en las colinas; marcado por la formación de pantanos y marismas en las llanuras. La vegetación de la cuenca superior está limitada por la nieve, mientras que la cuenca media y baja están cubiertas de bosques.

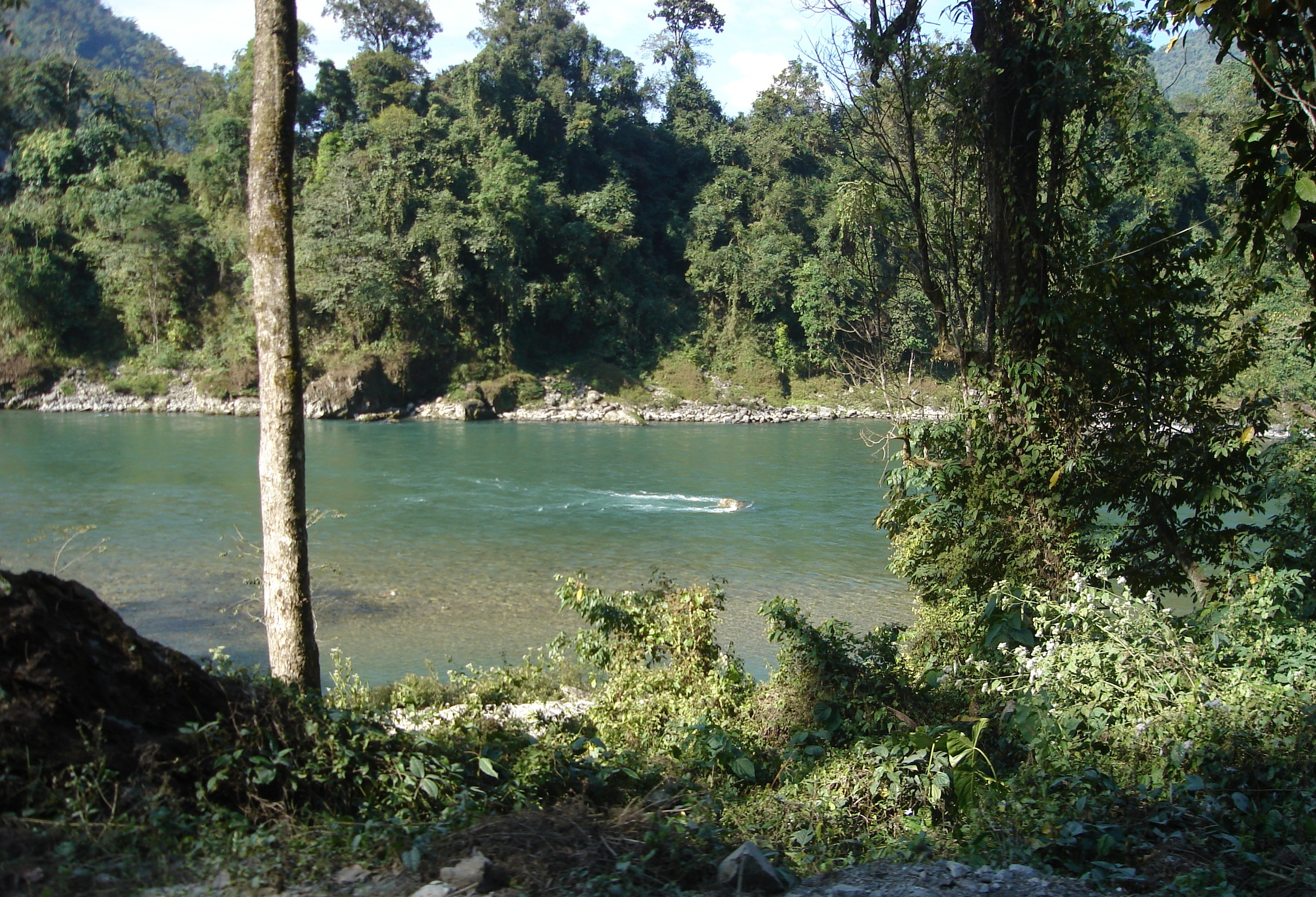
Aguas claras del río Manas en el santuario.

El sistema fluvial en su conjunto en Bután tiene una longitud de 3200 km la rama principal del río es el Manas o Gongri, que se origina en el distrito de Kameng occidental de Arunachal Pradesh en la India y después de fluir hacia el sur en dirección oeste (los ríos en Bután generalmente fluyen de noroeste a suroeste) entra en Bután cerca de Tashigang. En Tashigong, se le une el Kulong Chu, que se interna en las cordilleras nevadas del Himalaya en el norte de Bután. En Tashigong, el ancho del cauce del río es de aproximadamente 550 m, y la elevación del lecho del río es de 606 m. El río Kulong Chu está formado por dos ríos, el Tongsa (Mangde) Chu, que discurre por el norte de Bután cerca del pico Kula Kangri donde la elevación es de 1666 m, y el río Bumthang, también llamado Murchangphy Chu; la corriente combinada se une al río Manas.
El Lhobrak, o Kuri Chhu, es el principal afluente central del Manas. Es el único río que discurre al norte de los Grandes Himalayas y se une al Manas en el sur de Bután; más abajo de la unión de la corriente combinada en Tongsa Chu. Aquí, el nivel del lecho del río es de 121 m. Después de fluir en una dirección generalmente hacia el sudoeste durante unos 29 km (kilómetros) en Bután, el río entra en la India por el distrito de Assam, en el pueblo de Agrong. Desde aquí, sigue un curso serpenteante de unos 75 km y desemboca en el Brahmaputra cerca de Jogigopa. El río Aie, que discurre por las montañas Negras a una altitud de unos 4915 m cerca de la aldea de Bangpari, tiene unos 110 km de longitud. La longitud total del Manas medida a lo largo de su afluente más largo, el Kur, es de 400 km —24 km a través del Tíbet, 272 km por Bután y 104 km por Assam.
El valle del río en las estribaciones está rodeado de pequeños prados ubicados entre las estribaciones boscosas densamente caducifolias con muchos riachuelos, arroyos y canales de drenaje naturales relacionados con el sistema fluvial. En los tramos bajos del río, hay muchos tramos arenosos lisos poblados de árboles.
Las colinas de Bután y la India conocidas como Terai y Duars (una palabra sánscrita que significa ‘pasos’ o ‘puertas’), que abarcan 15-30 km de colinas y que son muy fértiles. Cada Duar (con una elevación que varía desde 100 m hasta cerca del nivel del mar cuando se unen al río Brahmaputra) lleva el nombre de una corriente o está encerrada entre dos corrientes. Una parte de los Duars en Bután estaba bajo control británico. Las tierras fértiles se han desarrollado en plantaciones de té y arrozales.

## Hidrología
La cuenca hidrográfica es totalmente montañosa y se eleva en 140 km desde una elevación de aproximadamente 100 m cerca de la frontera india hasta los grandes picos del Himalaya a más de 7500 m a lo largo de la cordillera principal del Himalaya. bordeando Bután y Tíbet. El enorme rango de elevación y las variadas condiciones climáticas se reflejan en la gran diversidad ecológica y la rica fauna y flora en la cuenca del río.

## Clima
El clima es extremadamente variado, desde condiciones subtropicales cálidas y húmedas en el sur hasta condiciones alpinas frías y secas en el norte. De mayo a octubre, el monzón del suroeste trae fuertes lluvias, más de 4000 mm en la parte sur, y hay una temporada seca pronunciada en invierno. Más al norte, la precipitación es generalmente escasa, del orden de 600 a 700 mm, registrada durante junio-agosto.
La diferencia entre el caudal máximo y mínimo del río en el monzón y los meses secos se dice que es tanto como 20 veces. El río Manas, el afluente más grande de la ribera norte del Brahmaputra, tiene una descarga máxima registrada de 7641 m³, y contribuye con el 5,48 % de los flujos totales del Brahmaputra. Su longitud total hasta su confluencia con el Brahmaputra es de 375 km (270 km en las colinas, y, el resto, en las llanuras) y se eleva a una altitud de 4500 m. Tiene un área total de captación de 41 350 km², de los cuales el 85.9 % está en colinas y llanuras.

## Áreas protegidas

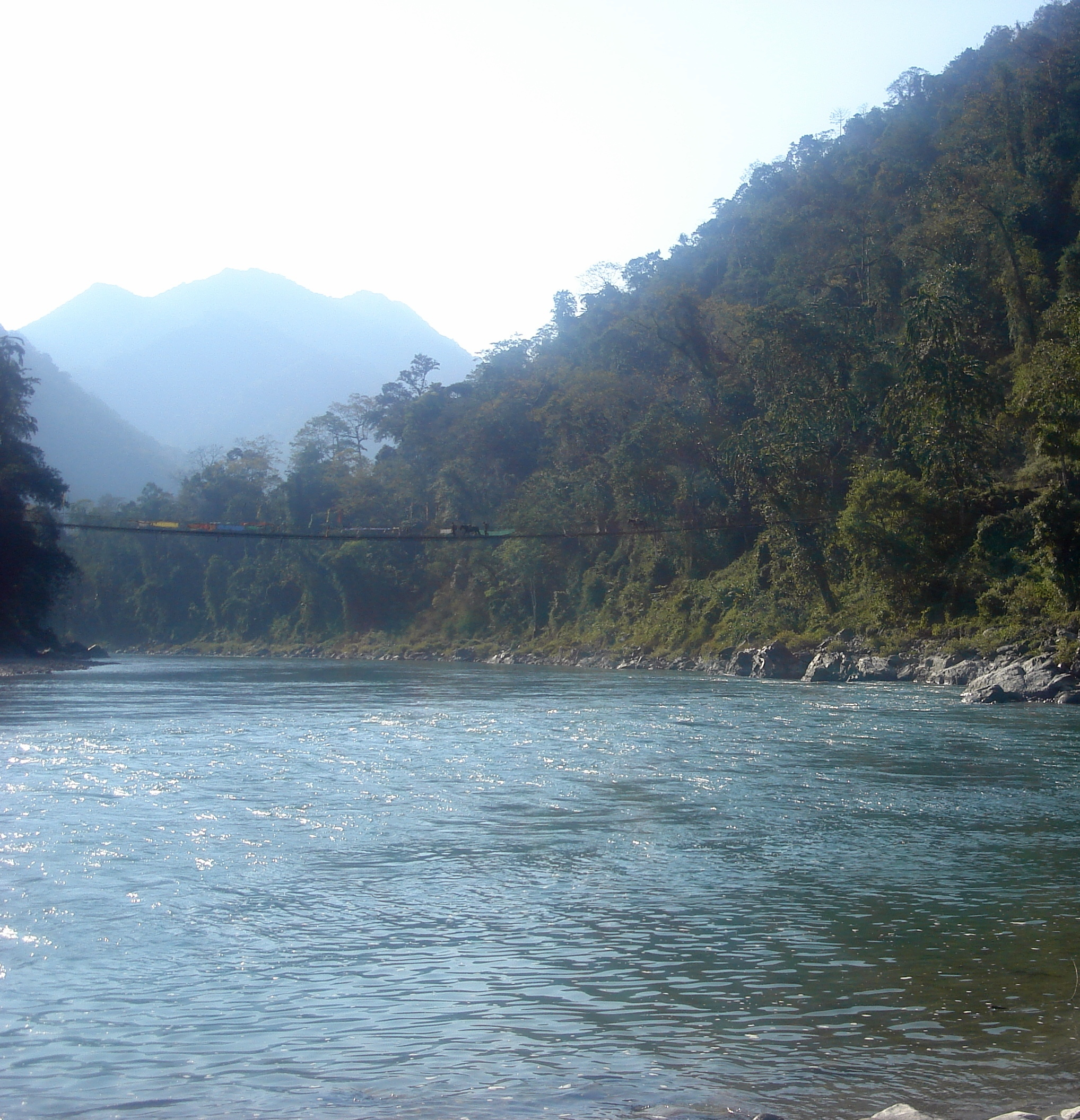
Un puente colgante sobre el río Manas en el área reservada del parque.

Fuera de la gran cuenca del valle del río, las áreas protegidas o preservadas han sido específicamente demarcadas, tanto en Bután como en la India, que están declaradas parques nacionales o santuarios. Las dos áreas preservadas de bosque y vida silvestre cubren un área de 9938,54 km², que representan aproximadamente el 24 % del área total de captación de 41 350 km² del valle del río Manas.

### Parque nacional real de Manas
El parque nacional real de Manas en el sur de Bután, considerado el patrimonio nacional de Bután, fue declarado santuario de vida silvestre en 1996 y posteriormente elevado a la categoría de parque nacional en 1993. Con una superficie de 9938,54 km², el área tiene una extensión boscosa del 92 % y es un ecosistema del Himalaya oriental bien conservado. El parque está delimitado al norte por el Parque Nacional Black Mountain y la Reserva de Tigres de Manas en el sur de la India. Dentro de Bután, los corredores biológicos vinculados con el parque son el Parque Nacional Thrumshingla en el Norte, el Santuario de Vida Silvestre Phibsoo en el Oeste y el Santuario de Vida Silvestre Khaling en el Este. Como se ha investigado hasta ahora, el parque tiene una gran diversidad de pastizales tropicales, bosques húmedos templados, prados alpinos y matorrales. Las diversas especies de flora y fauna identificadas en el parque son 45 especies de mamíferos, 366 especies de aves y 900 especies de plantas vasculares. World Wildlife Fund (WWF) está trabajando activamente en un plan de gestión de conservación en asociación con las autoridades locales de vida silvestre para preservar y proteger este patrimonio nacional. Algunas de las especies faunísticas importantes identificadas son: el tigre de Bengala real, el elefante, el gaur (Bos gaurus), cuatro especies raras de langur dorado (Trachypithecus geei), el cerdo pigmeo (Sus salvanius), la liebre híspida (Caprolagus hispidus), el rinoceronte cornudo (Rhinoceros unicornis) y el búfalo de agua asiático salvaje (Bubalus arnee). Hay 362 especies de aves, de las cuales se han registrado cuatro especies de cálaos (de cuello rufino, coriáceas, de varios colores y grandes indios). Además del delfín del río Ganges (Platanista gangetica), otras especies acuáticas identificadas en el río son el mahseer de cuerpo profundo (Tor tor), mahseer dorado (Tor putitora) y mahseer de chocolate o katle (Acrossocheilus hexangonolepis). Cinco mil personas viven dentro de los límites del parque en varias aldeas. Se estima que los tigres, el animal más venerado de Bután, suman alrededor de 100 y se encuentran principalmente en este parque nacional y en el vecino parque nacional de Manas en India.
Los monos más raros del mundo, el langur dorado, que vive en bosques densos, con su larga cola con una borla al final, se encuentran tanto en Bután como en la India, en los dos santuarios forestales reservados. Estos monos que se encuentran en grupos no tienen pelo en su cara negra pero tienen una generosa falda dorada en su cuerpo. Se encuentran en grandes cantidades: 180 en India y 1200 en Bután, según los conteos hechos en 1978 y 1980 respectivamente.

### Santuario de Vida salvaje Manas

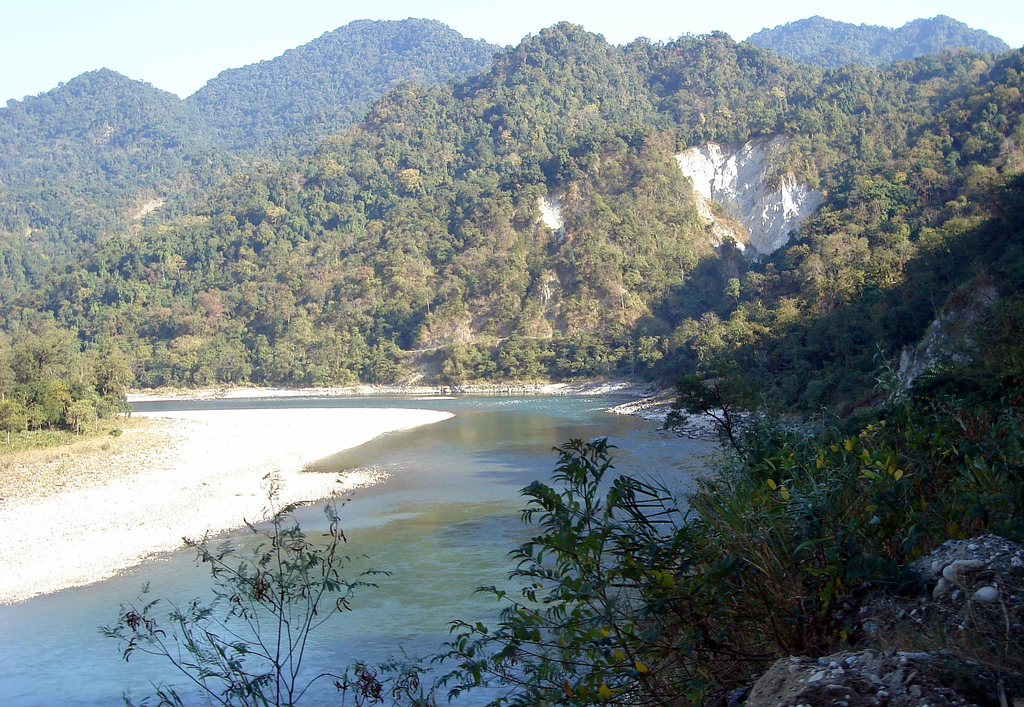
Santuario de fauna y flora Manas en el valle del Manas.

El Santuario de Vida salvaje Manas, ubicado en Assam, está considerado como una de las «mejores reservas de vida silvestre de Asia» y es Patrimonio de la Humanidad por la UNESCO. Está contiguo al Parque Nacional Real de Bután al norte. Ahora abarca una reserva biológica, una reserva de tigres y también una reserva de elefantes. El parque está bien arbolado y también comprende tierras de pasto y pantanos. En 1928, el núcleo del área fue designado santuario y en 1978 fue declarada reserva de tigres
El río Manas y otro afluente de Manas, el Hakua, discurren a través del santuario. Un grueso manto de aluvión es el suelo dominante del terreno. Bajo condiciones climáticas subtropicales (con 30 mm de lluvia anual y temperatura que varía desde un máximo de 30 °C y un mínimo de 5 °C ), el bosque consiste en la semivegetación de bosque totalmente verde con caducifolios mixtos, litorales y pantanos, e intercalado con bambú y caña. Las inundaciones se producen en grandes partes de la Reserva Biológica.
El parque se administra bajo varias unidades de gestión de la conservación, como la Zona núcleo, la Zona de amortiguación y la Zona económica. El parque es conocido por su fauna endémica rara y en peligro de extinción como los tigres, elefantes, tortugas techadas de Assam, liebre híspida, langures dorados y coronados y cerdo pigmeo, rinoceronte de un cuerno, búfalo asiático, ciervo del pantano, ciervos ladradores, leopardos, leopardo nublado, gatos de mármol, osos perezosos, gibones hoolock, jabalíes, cocodrilos y delfines de río. Los reptiles consisten en pitones, cocodrilo indio común, serpiente lobo común, serpiente felina y muchas otras especies. Las aves incluidas incluyen cálaos, grulla común, archibebe común, becada común, águilas moteadas, buceador de garganta negra, zampullín, diferentes tipos de garzas, ibis negro, gavilán común, búho real y muchos otros. El parque es el hogar de 22 especies de mamíferos en peligro de extinción. Las especies de peces identificadas son: katli, jurraha, chenga, telliah, labeo y mahaseer. Se han tomado medidas de conservación para prevenir la caza furtiva, la sobrepesca, las usurpaciones y muchos otros asuntos relacionados. Estas medidas están destinadas a minimizar la interferencia humana en la zona núcleo frágil, la creación de una base de datos y llevar a cabo investigaciones sobre poblaciones de animales y plantas para una mejor conservación del ecosistema.
En 1980, el parque ha sido central en la agitación de Assam en Bodoland cuando los bodos que dominaban el área se refugiaron en el santuario. Los bodos han estado demandando autonomía o un estado separado debido a que sus tierras fueron incorporadas a Assam durante el Raj británico.

## Opciones de desarrollo del río

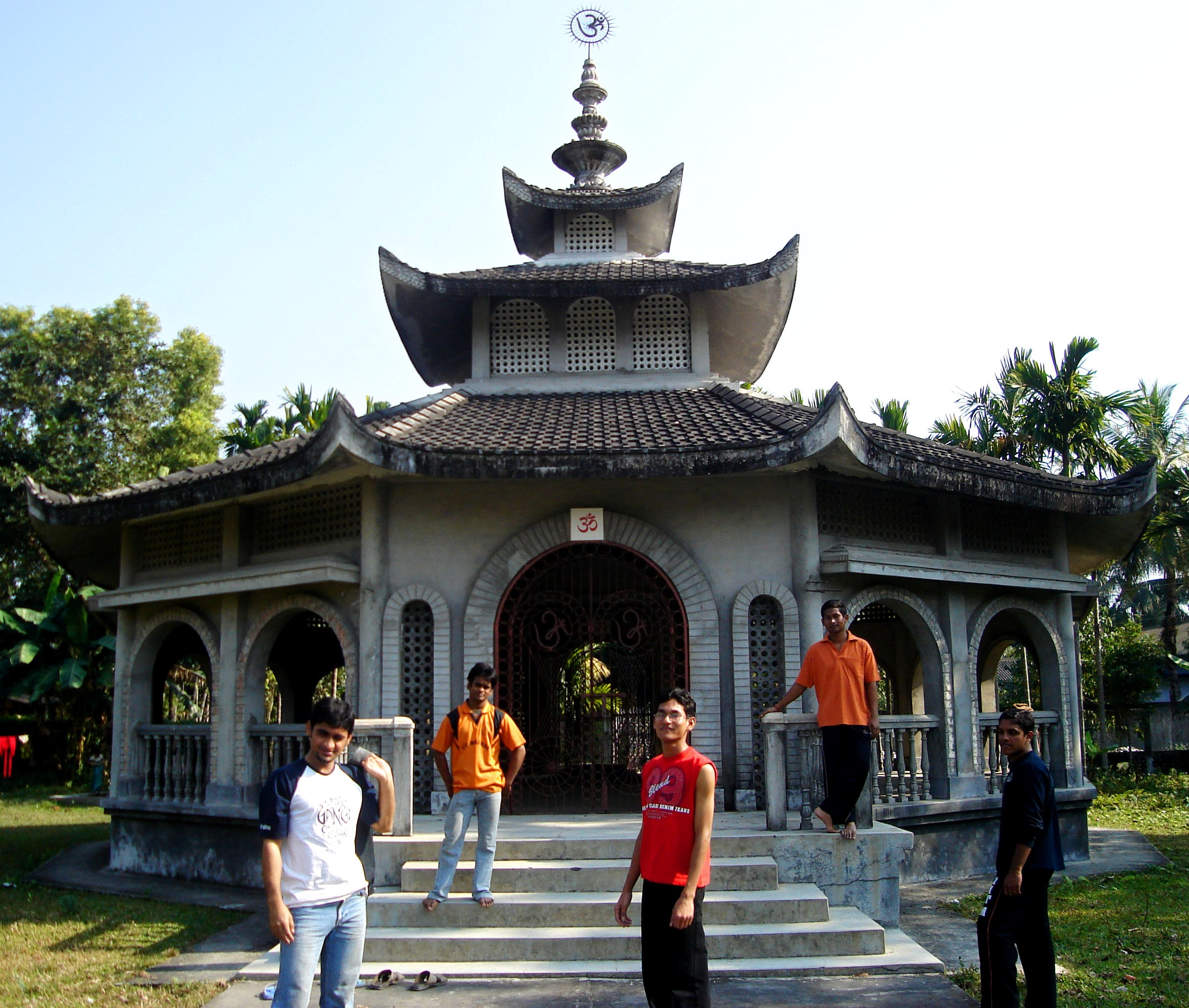
Un Brahma templo en el Manas valle en Kokrajhar ciudad en Assam.

Uno de los proyectos de desarrollo planeados en el pasado sobre el río Manas preveía el control de inundaciones en el río Brahmaputra y el aumento de los caudales en el sistema del río Ganges mediante la construcción de una presa en el río en la frontera entre India y Bután. Se propuso que el agua almacenada en el embalse se transfiriera a través de un sistema de canales a través de las colinas del Himalaya (bordeando Bangladés) cruzando 25 ríos principales y secundarios, entre los cuales los ríos principales Sankosh, Raidak, Amo (Torsa) , Kartoya, Teesta, Atrai y Mahananda a través de Bengala del Norte, y finalmente llegando al río Kosi en North Bihar. El proyecto no ha seguido adelante debido a varias preocupaciones adversas de la opinión pública y el medio ambiente
La propuesta hecha en la década de 1970 de construir una presa en el río para usos multipropósito de energía, riego y control de inundaciones en Assam incluía un canal de 100 km de largo desde el embalse de Manas a otro embalse en el río Sankosh. Como el canal pasaba por la Reserva de Tigres de Manas, el Ministerio de Medio Ambiente y Bosques del Gobierno de la India se opuso a la propuesta por el impacto adverso que se produciría debido a la represa sobre la hidrología y la ecología de la zona. Esta visión también fue apoyada por el Comité del Patrimonio Mundial de la UNESCO. El fallecido primer ministro de la India, Rajiv Gandhi, confirmó las objeciones y decidió suspender el proyecto. Es poco probable que sea revivido. La propuesta había sido discutida como un proyecto conjunto de India y Bután. El informe de prefactibilidad preparado para este proyecto multiuso del Manas preveía una generación de energía de 2800 MW. Otro proyecto de cooperación en Mandgde Chu, en el centro de Bután, afluente del Manas, prevé la generación de energía de 360/600 MW para los que se está preparando el Informe Detallado del Proyecto (DPR).

## Amenazas medioambientales
El río Manas a menudo ha sido el centro de controversias ambientales, particularmente en los años ochenta. Se propusieron dos presas en el lado butanés del río para proporcionar energía hidroeléctrica y controlar el flujo del Brahmaputra en su margen norte y dar paso a los planes de riego. Sin embargo, no hubo preocupaciones locales sino nacionales e internacionales entre los ambientalistas con respecto a las propuestas que consiguieron suficiente apoyo para asegurar que las propuestas de represas se eliminaran en 1986. En febrero de 1989, la Unión de Estudiantes de All Bodo (ABSU) invadió el parque y mató a varios guardianes y guardias, lo que permitió la entrada de cazadores furtivos y madereros que representaban una amenaza inmediata para la vida silvestre del parque y su río. La amenaza de inundaciones se mantuvo como siempre en 2010.